# Фрум, Митчелл
Митчелл Фрум (англ. Mitchell Froom; род. 29 июня 1953 г.) — американский музыкант и музыкальный продюсер. 

## Биография
Митчелл Фрум родился 29 июня 1953 в Калифорнии. Старший брат — Дэвид, был композитором и профессором колледжа в Мэриленде. Род Фрумов имеет румынское происхождение. Карьеру музыканта Митчелл начал в родном округе Сонома, в малоизвестной группе Crossfire, в которой играл на клавишных вместе с братом. В 80-х Фрум работал с авангардным режиссёром Стивеном Саядяном, написав музыку к трём его фильмам: «Nightdreams», «Кафе "Плоть"» и «Доктор Калигари».
В 1999 Митчелл Фрум стал автором слов песни «Tomorrow Never Dies», исполненную певицей Шерил Кроу в фильме о Джеймсе Бонде «Завтра не умрёт никогда» режиссёра Роджер Споттисвуд. Также ему довелось работать с такими музыкантами, как Ронни Монтроуз (с которым он играл в группе «Gamma»), Элвис Костелло и Пол Маккартни (альбом «Flowers In The Dirt»)
В 2010-х Фрум работал с российским музыкантом Борисом Гребенщиковым, спродюсировав два его альбома — «Аквариум +» и «Соль», в последнем также выступил как клавишник.

## Личная жизнь
Дочь от первого брака музыканта с Конни Джестер, Шарлотта Фрум (род. в 1986), была басистом альтернативной рок-группы «The Like».
17 марта 1995 года он женился на певице Сюзанне Веге. Он участвовал в записи её альбома «Nine Objects of Desire», играя на клавишных и басу, а также выступил в качестве продюсера. У пары была дочь Руби, рождённая ещё до брака, 8 июля 1994. Вега и Фрум развелись в 1998 году.
В 2004 году за Митчелла Фрума вышла замуж певица и актриса Вонда Шепард. Их первенец, Джек, названный в честь отца Митчелла, родился 15 апреля 2006.